# فرانسوای یکم
فرانسوای اول (به فرانسوی: François I) (۱۲ سپتامبر ۱۴۹۴ – ۳۱ مارس ۱۵۴۷) پادشاه فرانسه از ۱۵۱۵ میلادی تا زمان مرگش بود. در زمان او، فرانسه شاهد تغییرات گسترده فرهنگی بود و از این حیث برخی اوقات وی را اولین رهبر دوره رنسانس فرانسه در نظر می‌گیرند. از سوی دیگر رقابت دائمی او با کارل پنجم برای برتری در اروپا به جنگ‌های طولانی و ویرانگر نظامی منجر شد که پیامدهای آن به اصلاحات پروتستانی انجامید.
وی که حامی هنرهای عجیب و غریب بود، بسیاری از هنرمندان ایتالیایی از جمله لئوناردو داوینچی را جذب دربار خود نمود. سلطنت فرانسوا با ظهور سلطنت مطلقه در فرانسه، گسترش اومانیسم و پروتستانتیسم و آغاز کاوش فرانسه در جهان جدید، تغییرات مهمی در فرهنگ یافت. ژاک کارتیه و دیگران ادعا کردند که سرزمین‌های قاره آمریکا را برای فرانسه در اختیار دارند و زمینه را برای گسترش اولین امپراتوری استعماری فرانسه فراهم می‌کنند.
وی به‌سبب نقشش در توسعه و ترویج زبان فرانسه، به Le Père et Restaurateur des Lettres ("پدر و مرمت‌گر حروف") معروف شد. وی همچنین به دلیل درگیری شخصی در جنگ‌ها علیه رقیب بزرگ خود امپراتور کارل پنجم که همچنین پادشاه اسپانیا بود، به نام‌های François du Grand Nez ("فرانسیس بینی بزرگ")، Grand Colas و Roi-Chevalier ("شوالیه شاه") شناخته می‌شد.
فرانسوا، به دنبال سیاست پیشینیان خود، جنگ‌های ایتالیا را ادامه داد. جانشینی کارل پنجم در هلند هابسبورگ،  اسپانیای هابسبورگ و انتخاب پسین وی به عنوان امپراتور مقدس روم، به معنای محاصره فرانسه از نظر جغرافیایی، توسط پادشاهی هابسبورگ بود. وی در مبارزه علیه سلطه سلطنتی، از هنری هشتم انگلیس، در نشست مشهور به میدان پارچه طلا حمایت خواست. هنگامی که این کار ناموفق بود، او اتحادی فرانسوی و عثمانی با سلطان مسلمان، سلیمان قانونی تشکیل داد، که اقدامی بحث‌برانگیز برای یک پادشاه مسیحی در آن زمان بود.

## سلطنت
هنگامی که فرانسوا در حال تحصیل بود، ایده‌های ناشی از دوره رنسانس ایتالیا در فرانسه تأثیرگذار بودند. برخی از مربیان او، مانند فرانسوا دسمولین دو روففورت (مربی لاتین وی، که بعداً در زمان سلطنت فرانسوا با عنوان Grand Aumônier de France لقب گرفت) و کریستف دو لونگوئل (یک انسان دوست برابانی)، جذب این طرز تفکر جدید شدند و برای تحت تأثیر قرار دادن فرانسوا تلاش کردند. تحصیلات آکادمیک وی در ریاضیات، جغرافیا، دستور زبان، تاریخ، خواندن، هجی و نوشتن بوده‌است و به زبان‌های عبری، ایتالیایی، لاتین و اسپانیایی تبحر پیدا کرده بود. فرانسوا برای یادگیری شمشیرزنی، رقص و موسیقی پرداخت و عاشق تیراندازی با کمان، شاهین، اسب سواری، شکار، دویدن و کشتی بود. وی در پایان به مطالعه فلسفه و کلام پرداخت و شیفته هنر، ادبیات، شعر و علوم بود. مادر وی که تحسین زیادی نسبت به هنر رنسانس ایتالیا داشت، این علاقه را به پسرش منتقل کرد. اگرچه فرانسوا تحصیلات اومانیستی نگرفت، اما بیش از هر پادشاه قبلی فرانسه تحت تأثیر اومانیسم بود.

### پادشاه حامی هنر
با رسیدن به تخت سلطنت در سال ۱۵۱۵، رنسانس به فرانسه رسیده بود، و فرانسوا یک حامی هنری مشتاق شد. در زمان سلطنت وی، کاخ‌های سلطنتی فرانسه فقط با پراکندگی نقاشی‌های بزرگ و نه تنها یک مجسمه اعم از باستانی یا مدرن، تزئین شده بودند. در زمان سلطنت فرانسوا، ساخت مجموعه هنری باشکوه پادشاهان فرانسه که هنوز هم در کاخ لوور دیده می‌شود، آغاز شد.
فرانسوا از بسیاری از هنرمندان بزرگ زمان خود حمایت کرد، از جمله آندره دل سارتو و لئوناردو داوینچی. دومی که متقاعد شد فرانسه را در سال‌های آخر عمر به خانه خود تبدیل کند. در حالی که داوینچی در طی سال‌های حضور در فرانسه بسیار کم نقاشی می‌کشید، بسیاری از بزرگترین آثار خود را از خود به جا گذاشت، از جمله مونا لیزا (در فرانسه به نام لا ژوکوند معروف است) و این‌ها پس از مرگ او در فرانسه باقی ماندند. دیگر هنرمندان بزرگ برای دریافت حمایت فرانسوا شامل طلافروش بنوینوتو سلینی و نقاشان روسو فیورنتینو، جولیو رومانو و پریماتیچو بودند که همگی در تزئین کاخ‌های مختلف فرانسوا کار می‌کردند. وی همچنین از معمار مشهور سباستیانو سرلیو (۱۴۷۵–۱۵۵۴) دعوت کرد، که دوران حرفه‌ای پرباری را در فرانسه تجربه کرد. فرانسوا همچنین به تعدادی از نمایندگان در ایتالیا مأموریت داد آثار هنری قابل توجهی تهیه و آنها را به فرانسه بفرستند.

## ازدواج
در ۱۸ مه ۱۵۱۴، فرانسوا با دخترعموی دوم خود کلود، دختر پادشاه لوئی دوازدهم فرانسه و دوشس آن بریتانی ازدواج کرد. آنها هفت فرزند آوردند؛ از جمله، آنری دوم که با کاترین مدیچی ازدواج کرد.